# Verdrag van Moskou (1970)
Het Verdrag van Moskou werd op 12 augustus 1970 gesloten tussen de Sovjet-Unie en de Bondsrepubliek Duitsland. Het Verdrag van Moskou is de eerste stap geweest in de Ostpolitik waarin de Bondsrepubliek streefde naar een normalisering van de betrekkingen tussen Duitsland en Oost-Europa.
In het Verdrag van Moskou namen beide landen de verplichting op zich de internationale vrede te bewaren en het ontspanningsproces te bevorderen, zodat de situatie in Europa zich kon normaliseren. Beide landen zouden zich door het Handvest van de Verenigde Naties laten leiden en hun conflicten vreedzaam oplossen. In het verlengde hiervan namen de Sovjet-Unie en de Bondsrepubliek de verplichting op zich om de bestaande grenzen van de Europese staten te respecteren en geen aanspraak te maken op het gebied van andere staten. In het bijzonder werden de Oder-Neissegrens als westelijke grens van Polen en ook de grens tussen de DDR en de Bondsrepubliek onaantastbaar verklaard.
Van de kant van de Sovjet-Unie werd het verdrag ondertekend door minister-president Aleksej Kosygin en minister van buitenlandse zaken Andrej Gromyko. Voor de Bondsrepubliek ondertekenden kanselier Willy Brandt en minister van buitenlandse zaken Walter Scheel.
De Bondsdag ratificeerde het verdrag op 17 mei 1972 samen met het Verdrag van Warschau. Op 3 juni 1972 trad het verdrag in werking.